# Факултет за културу и медије Мегатренд универзитета
Факултет за културу и медије је високообразовна установа Универзитет Мегатренда. Основан је у Београду 2005. године.
Саставни је део система образовања Републике Србије по решењу републичког Министарства просвете бр. 612-00-270/2005-04.
Основни циљ факултета је образовање стручњака који ће бити кадри да одговорно и креативно управљају културним, научним и комуникацијским процесима у друштву убрзаних социјалних, геополитичких, информатичких и других промена.
Концепт студија и студијски програми ове образовне установе усклађени су са Болоњском декларацијом.

## Oсновнe студијe
На Факултету за културу и медије се у оквиру основних академских студија у трајању од четири године (240 ЕСПБ) реализују студијски програми на три смера:
- Менаџмент у култури и медијима
- Односи са јавношћу
- Новинарство

## Последипломске студије
- Мастер студије (60 ЕСПБ)
- Докторске академске студије (180 ЕСПБ)

## Управа факултета
- Декан: проф. др Драган Никодијевић

## Издавачка делатност
Факултет за културу и медије објављује периодични научни часопис — Годишњак факултета за културу и медије. Први број објављен је 2009. године, а конципиран је као интердисциплинарни комуниколошко-културолошки часопис који објављује оригиналне и прегледне научне радове, кратка саопштења, научне критике и полемике, стручне радове, као и приказе књига, зборника, научних или уметничких догађаја и слично.